# Xylosma tweediana
Xylosma tweediana (Clos) Eichler, espina colorada,  es un árbol de 2-4m de altura, espinoso,  originario de Brasil (Rio Grande Do Sul, Santa Catarina), Uruguay (todo el país) y Argentina (Chaco, Corrientes, Entre Ríos, Misiones).El nombre del género se deriva de las palabras griegas "xylo" (madera) y "osme" (olor), "con madera aromática". 

## Descripción
Es un arbusto espinoso de 2-4 m de altura, con follaje caduco  que se torna rojizo en otoño. Espinas rectas de hasta 5 cm de largo, una por nudo, rojizas. Las espinas del tronco son grandes y ramificadas. Ramillas rojizas con lenticelas grisáceas circulares notables. Hojas simples, ovales, oblongas elípticas, borde crenado, glabras. Flores amarillo-verdosas, dioicas, pequeñas, fragantes, dispuestas en grupos axilares, las flores masculinas con numerosos estambres. Fruto baya subglobosa de 4-6 mm de diámetro, rojas, tornándose negruzcas. Florece y fructifica en verano. 

## Ecología
Por lo general no se le encuentra en medio de los bosques ribereños. Prefiere lugares más abiertos como los bordes de los bosques y costas ribereñas, matorrales, pastizales y borde de caminos.

## Sinónimos[5]
basiônimo  Hisingera tweediana Clos
heterotípico Myroxylon warburgii  Briq.
heterotípico  Xylosma grayi  Gilg

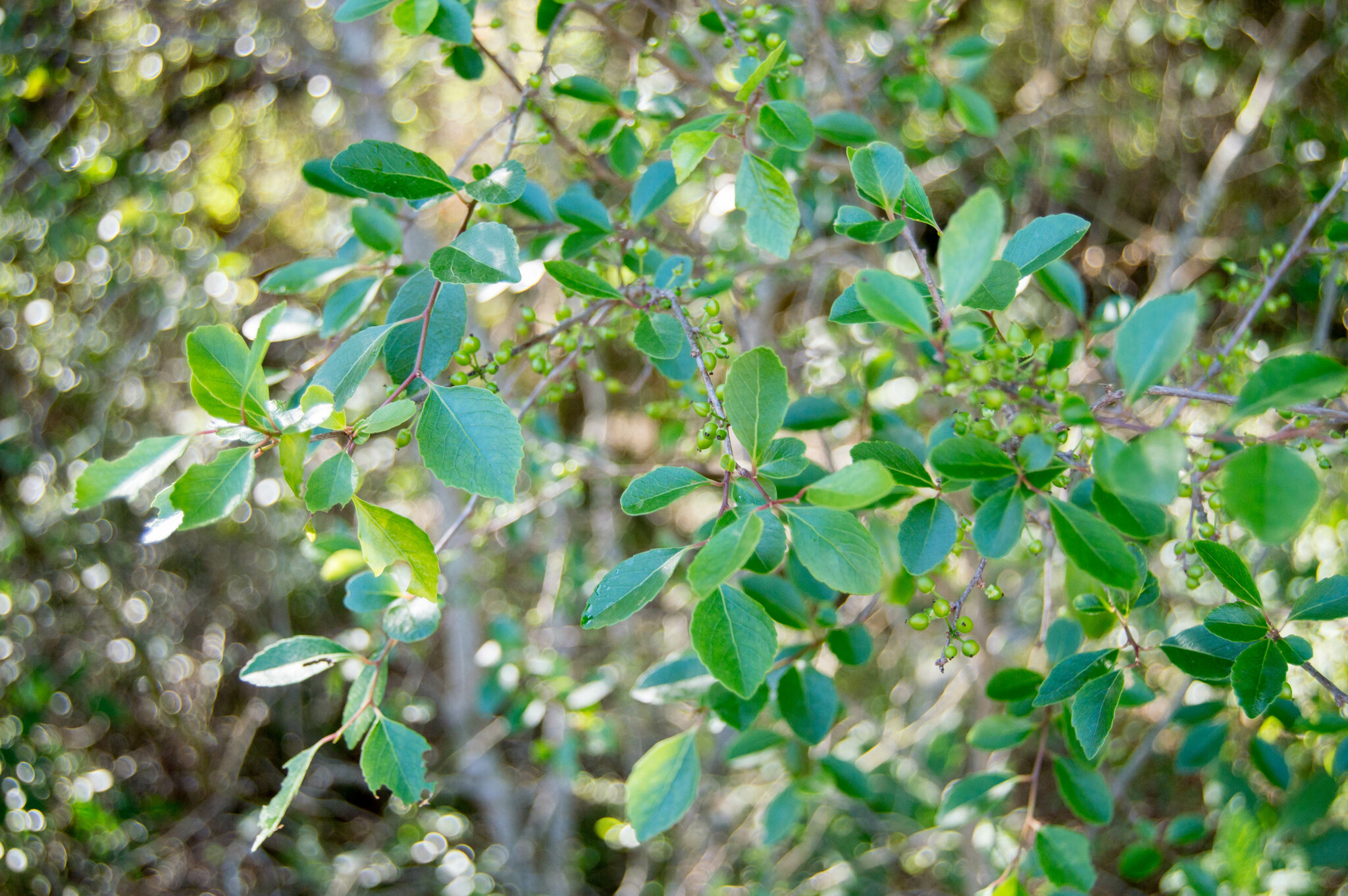
Xylosma tweediana, rama con frutos inmaduros.

heterotípico  Xylosma warburgii (Briq.) Briq.
Myroxylon tweedianum  (Clos) Kuntze